# Joseph Cooper
Pour les articles homonymes, voir Cooper.
Joseph "Joe" Cooper, né le 27 décembre 1985 à Wellington, est un coureur cycliste néo-zélandais.

## Palmarès et résultats

### Palmarès par année
- 2004
  - 3e du Lake Taupo Cycle Challenge
- 2005
  - 3e du championnat de Nouvelle-Zélande du contre-la-montre espoirs
- 2006
  -  Champion de Nouvelle-Zélande sur route espoirs
  - 2e du championnat de Nouvelle-Zélande du contre-la-montre espoirs
- 2007
  - 2e du championnat de Nouvelle-Zélande du contre-la-montre espoirs
  -  Médaillé de bronze au championnat d'Océanie du contre-la-montre
- 2009
  - Prologue (contre-la-montre par équipes) et 2e étapes des Benchmark Homes Series
  - Classement général du Tour de Nouvelle-Calédonie
  - 2e du championnat de Nouvelle-Zélande sur route
- 2010
  - Tour de Taranaki :
    - Classement général
    - 1re étape

  - Wanganui Grand Prix
  - Tour de Nouvelle-Calédonie :
    - Classement général
    - Prologue, 2e, 4e, 7e et 9eb (contre-la-montre) étapes

  - 3e étape du Tour de Southland
- 2011
  - Classement général de la Flèche d'Armor
  - Tour des Deux-Sèvres :
    - Classement général
    - 4ea étape

  - 3e étape du Tour de Vineyards
  - 2e du Circuit du Viaduc
  - 3e du Grand Prix U
  - 3e du Lake Taupo Cycle Challenge
- 2013
  -  Champion de Nouvelle-Zélande du contre-la-montre
  - 1re étape du New Zealand Cycle Classic (contre-la-montre)
  - Tour de Perth :
    - Classement général
    - 2e étape (contre-la-montre)

  - 3e étape de la Battle on the Border (contre-la-montre)
  - 3e étape du Tour de Toowoomba (contre-la-montre par équipes)
  - 7e étape du Tour du Gippsland
  - 1re (contre-la-montre par équipes) et 7e étapes du Tour de Tasmanie
  - Prologue (contre-la-montre par équipes) et 6e (contre-la-montre) étape du Tour de Southland
  -  Médaillé de bronze au championnat d'Océanie du contre-la-montre
  - 3e du Tour de Bornéo
- 2014
  -  Champion d'Océanie du contre-la-montre
  - National Road Series
  - Tour de Perth :
    - Classement général
    - 3e étape

  - Battle on the Border :
    - Classement général
    - 3e étape (contre-la-montre)

  - 3e étape du Tour de Toowoomba (contre-la-montre par équipes)
  - 4e étape du Tour du Gippsland
  - Prologue (contre-la-montre par équipes) et 6e étape (contre-la-montre) du Tour de Southland
  - 2e du Tour de Southland
  - 3e du National Capital Tour
- 2015
  -  Champion de Nouvelle-Zélande sur route
  - Prologue de la New Zealand Cycle Classic
  - 2e étape du Tour de Toowoomba
  - Battle on the Border :
    - Classement général
    - 3e étape

  - 1re étape du Tour of the King Valley (contre-la-montre)
  - Classement général du National Capital Tour
  - Prologue (contre-la-montre par équipes) et 5e étape du Tour de Southland
  - 2e du championnat de Nouvelle-Zélande du contre-la-montre
  - 3e du Herald Sun Tour
  - 3e de l'UCI Oceania Tour
  - 3e du National Road Series
- 2016
  - National Road Series
  - Charles Coin Memorial
  - Tour of the King Valley :
    - Classement général
    - 1re étape (contre-la-montre)

  - Tour du Gippsland :
    - Classement général
    - 4e étape

  - National Capital Tour :
    - Classement général
    - 1re étape (contre-la-montre)

  -  Médaillé d'argent du championnat d'Océanie du contre-la-montre
  - 3e du championnat de Nouvelle-Zélande du contre-la-montre
- 2017
  -  Champion de Nouvelle-Zélande sur route
  - Classement général de la New Zealand Cycle Classic
  - John Venturi Memorial
  - Tour of the King Valley :
    - Classement général
    - 1re étape (contre-la-montre)

  - 3e et 4e (contre-la-montre) étapes du Tour de Chine I
  - 9e étape du Tour de Hainan
  - 2e du Tour de Chine I
- 2018
  - 4e étape du Tour de Corée
  - Darren Smith Cycle Classic
- 2022
  - 1re et 3e (contre-la-montre) étapes du Tour des Tropiques
  - 4e étape du Cycle Sunshine Coast
- 2023
  - 2e étape du Cycle Sunshine Coast (contre-la-montre)
  - 2e du Tour de Southland

### Classements mondiaux
| Année                                 | 2006 | 2007 | 2008 | 2009 | 2010 | 2011 | 2012 | 2013 | 2014 | 2015 | 2016 | 2017 | 2018  | 2019  | 2020 | 2021 | 2022  |
| ------------------------------------- | ---- | ---- | ---- | ---- | ---- | ---- | ---- | ---- | ---- | ---- | ---- | ---- | ----- | ----- | ---- | ---- | ----- |
| Classement mondial                    |      |      |      |      |      |      |      |      |      |      | 752e | 310e | 1340e | 3208e | nc   | nc   | 2288e |
| UCI Asia Tour                         | nc   | nc   | nc   | nc   | nc   | nc   | 177e | 139e | nc   | nc   | nc   | 61e  | 217e  |       |      |      |       |
| UCI Oceania Tour                      | 26e  | 78e  | 59e  | 9e   | 89e  | 37e  | nc   | 8e   | 14e  | 3e   | 18e  | 6e   | 98e   | 151e  | nc   | nc   | 100e  |
|                                       |      |      |      |      |      |      |      |      |      |      |      |      |       |       |      |      |       |
| Légende : nc = non classéSource : UCI |      |      |      |      |      |      |      |      |      |      |      |      |       |       |      |      |       |